# Pupki (Łukta)
Pupki (deutsch Pupken) ist ein Ort in der polnischen Woiwodschaft Ermland-Masuren. Er gehört zur Gmina Łukta (Landgemeinde Locken) im Powiat Ostródzki (Kreis Osterode in Ostpreußen).

## Geographische Lage
Pupki liegt 700 Meter westlich des Lobbe-Sees (polnisch Jezioro Łoby) im Westen der Woiwodschaft Ermland-Masuren, sechs Kilometer nordöstlich der Kreisstadt Ostróda (deutsch Osterode in Ostpreußen).

## Geschichte
Die zum Staatsforst Taberbrück (polnisch Tabórz) gehörende Försterei Puppeck – um 1785 Puppen, nach 1785 Pupken genannt – war bis 1945 ein Wohnplatz der Gemeinde Dungen (polnisch Dąg) im Kreis Osterode in Ostpreußen. 1874 wurde das Försterdienst-Etablissement Pupken in den Amtsbezirk Taberbrück aufgenommen, 1886 aber in den Amtsbezirk Jablonken (polnisch Stare Jabłonki) umgegliedert.
1945 kam Pupken mit dem gesamten südlichen Ostpreußen in Kriegsfolge zu Polen und erhielt im Jahre 1950 die polnische Namensform „Pupki“. Als kleine Waldsiedlung (polnisch Osada leśna) ist sie Teil des Schulzenamts (polnisch Sołectwo) Wynki (Wönicken) und somit in die Landgemeinde Łukta (Locken) im Powiat Ostródzki (Kreis Osterode in Ostpreußen) eingegliedert, bis 1998 der Woiwodschaft Olsztyn, seither der Woiwodschaft Ermland-Masuren zugehörig.

## Kirche
Bis 1945 war Pupken in die evangelische Kirche Locken in der Kirchenprovinz Ostpreußen der Kirche der Altpreußischen Union, außerdem in die römisch-katholische Kirche Osterode in Ostpreußen eingepfarrt.
Heute gehört Pupki katholischerseits zur Pfarrei Łukta im Erzbistum Ermland, evangelischerseits zur Kirche Łęguty (Langgut), einer Filialkirche der Kirchengemeinde in Ostróda innerhalb der Diözese Masuren der Evangelisch-Augsburgischen Kirche in Polen.

## Verkehr
Pupki liegt an einer Nebenstraße, die von Wynki (Wönicken) nach Dąg (Dungen) führt. Eine Bahnanbindung besteht nicht.